# Canaan (serie animata)
Canaan (カナン?, Kanan, ufficialmente stilizzato come CANAAN) è un anime concepito dai fondatori di Type-Moon, Kinoko Nasu e Takashi Takeuchi, basato sullo scenario della visual novel 428: Shibuya Scramble.

## Trama
Shibuya è stata rasa al suolo da un attacco biologico terroristico perpetrato tramite il micidiale virus mortale "UA". Maria Osawa è riuscita a salvarsi grazie al vaccino somministratole dal padre, ma lo shock le ha fatto quasi completamente perdere la memoria. Due anni dopo, la giovane sta lavorando come cameraman quando a Shanghai conosce una ragazza di nome Canaan. In realtà Canaan è un'assassina al soldo di una misteriosa organizzazione, ed il suo scopo è di portare a compimento una terribile missione.

## Personaggi
Canaan (カナン?, Kanan)
Doppiata da Miyuki Sawashiro
È la protagonista della serie. Unica superstite di villaggio distrutto dalla guerra, è stata adottata e addestrata da un mercenario che le ha dato il nuovo nome Canaan ovvero Terra Promessa. È un'esperta in combattimento, la sua arma è una pistola Beretta Px4 Storm. Possiede l'abilità conosciuta come sinestesia che le permette di acuire e combinare i suoi sensi ed utilizzarli come radar.
Alphard Alshua (アルファルド?, Arufarudo)
Doppiata da Maaya Sakamoto
Giovane e attraente donna a capo dell'organizzazione terroristica conosciuta come i serpenti. Ha conosciuto anche lei Siam, il mercenario che si prese cura di Canaan, ed è per questa ragione che la odia. È anche responsabile della morte di Siam.
Maria Ōsawa (大沢 マリア?, Ōsawa Maria)
Doppiata da Yoshino Nanjō
Figura centrale dell'anime, ha perso la memoria e non ricorda nulla di quello che le è accaduto prima che Canaan la salvasse. Da allora diventa l'unica amica che Canaan abbia mai avuto.
Minoru Minorikawa (御法川 実?, Minorikawa Minoru)
Doppiato da Kenji Hamada
È il reporter a cui viene affidata Maria, all'inizio dell'anime. Insieme a lei, si recherà a Shanghai, luogo in cui si sviluppa il nucleo centrale delle vicende dell'anime. Soprannominato semplicemente 'Mino-san', finirà con l'assumere il ruolo di un vero e proprio fratello maggiore per Maria.
Liang Qi (リャン・チー?, Rian Chī)
Doppiata da Rie Tanaka
È il braccio destro di Alphard all'interno dell'organizzazione terroristica de i serpenti. Nonostante si riferisca ad Alphard con il titolo onorifico di onee-sama (sorella maggiore) non è chiaro se sia legata ad Alphard da un vero e proprio legame di sangue. Nei confronti della donna, comunque, prova un forte interesse di chiara natura romantica.
Cummings (カミングズ?, Kaminguzu)
Doppiato da Tōru Ōkawa
È il responsabile delle relazioni pubbliche della compagnia Daedala, una compagnia di facciata che serve a coprire l'operato de "i Serpenti". Ovviamente, è anche parte dell'organizzazione terroristica e si prende cura di Liang Qi, nei confronti della quale prova dei sentimenti che vanno oltre la semplice lealtà e devozione.
Yunyun (ユンユン?, Yunyun)
Doppiata da Haruka Tomatsu
È una ragazza energetica ed esuberante che vive a Shanghai. Si tratta in realtà di una Borners, un soggetto sopravvissuto agli esperimenti terroristici effettuati da i Serpenti, motivo per cui viene utilizzata dall'organizzazione terroristica nel tentativo di uccidere Canaan.
Hakko (ハッコー?, Hakko)
Doppiato da Mamiko Noto
Come Yunyun, è un'altra Borners sopravvissuta agli esperimenti de "i Serpenti". La sua, è tuttavia una storia triste, in quanto Hakkō ha perso il figlio proprio per colpa degli esperimenti genetici effettuati dall'organizzazione terroristica. La mutazione che ha subito ha reso la sua voce un'arma mortale, capace di uccidere chiunque la ascolti.
Santana (サンタナ?, Santana)
Doppiato da Hiroaki Hirata
È il compagno di Hakkō ed un ex membro della CIA. Conosce la natura degli esperimenti effettuati dai serpenti, ma ha preferito scendere a patti con loro pur di proteggere la donna che ama, motivo per cui vive con Hakkō lontano dalla scena pubblica e gestisce un karaoke in un quartiere di Shanghai.
Siam (シャム?, Shamu)
Doppiato da Akio Ōtsuka
Ex mercenario e mentore di Canaan e Alphard. È stato proprio Siam a salvare Canaan dalle rovine del suo villaggio natale e prendersi cura di lei quando era ancora una bambina. Viene ucciso da Alphard che non riesce a perdonargli l'aver preferito Canaan a lei.

## Episodi
| Nº | Giapponese 「Kanji」 - Rōmaji   | In onda           | In onda |
| Nº | Giapponese 「Kanji」 - Rōmaji   | Giapponese        |         |
| 1  | 「洪色魔都」 - Kō shoku mato    | 4 luglio 2009     |         |
| 2  | 「邪気乱遊戯」 - Jaki ran yūgi  | 11 luglio 2009    |         |
| 3  | 「阿断事」 - A dan koto         | 18 luglio 2009    |         |
| 4  | 「呉れ泥む」 - Kure nazumu      | 25 luglio 2009    |         |
| 5  | 「灯ダチ」 - Tomodachi          | 1º agosto 2009    |         |
| 6  | 「LOVE & PIECE」 - LOVE & PIECE | 8 agosto 2009     |         |
| 7  | 「慕漂」 - Bo hyō               | 15 agosto 2009    |         |
| 8  | 「乞」 - Koe                    | 22 agosto 2009    |         |
| 9  | 「過去花」 - Kakobana           | 29 agosto 2009    |         |
| 10 | 「想執」 - Sōshitsu             | 5 settembre 2009  |         |
| 11 | 「彼女添」 - Shīsō              | 12 settembre 2009 |         |
| 12 | 「忌殺劣者」 - Kisetsu ressha   | 19 settembre 2009 |         |
| 13 | 「キボウノチ」 - Kibō no chi    | 26 settembre 2009 |         |

## Colonna sonora
Sigla di apertura
- mind as Judgment cantata da Faylan

Sigla di chiusura
- My heaven cantata da Annabel

Insert song
- China kibun de high tension! (チャイナ気分でハイテンション!?, Chaina kibun de hai tenshon!) cantata da Ayahi Takagaki
- Inochi Nan da yo (いのちなんだよ) cantata da Ayahi Takagaki
- LIFE cantata da Ayahi Takagaki (ep 13)